# Eleições legislativas portuguesas de 1985 no distrito de Viseu
| Eleições legislativas portuguesas de 1985 Distritos: Aveiro \| Beja \| Braga \| Bragança \| Castelo Branco \| Coimbra \| Évora \| Faro \| Guarda \| Leiria \| Lisboa \| Portalegre \| Porto \| Santarém \| Setúbal \| Viana do Castelo \| Vila Real \| Viseu \| Açores \| Madeira \| Estrangeiro |

## Resultados por Concelho
Os resultados nos concelhos do Distrito de Viseu foram os seguintes:

### Armamar
| Partido                 | Partido                       | Votos | %               | +/-   |
| ----------------------- | ----------------------------- | ----- | --------------- | ----- |
|                         | Partido Social Democrata      | 1 838 | 39,73 / 100,00  | 2,44  |
|                         | Centro Democrático e Social   | 780   | 16,86 / 100,00  | 5,26  |
|                         | Partido Renovador Democrático | 636   | 13,75 / 100,00  | Novo  |
|                         | Partido Socialista            | 592   | 12,80 / 100,00  | 11,84 |
|                         | Aliança Povo Unido            | 332   | 7,18 / 100,00   | 1,50  |
|                         | Partido da Democracia Cristã  | 128   | 2,77 / 100,00   | 0,55  |
|                         | União Democrática Popular     | 68    | 1,47 / 100,00   | 0,42  |
|                         | Outros                        | 96    | 2,07 / 100,00   |       |
| Votos Inválidos         | Votos Inválidos               | 156   | 3,37 / 100,00   | 1,04  |
| Total                   | Total                         | 4 626 | 100,00 / 100,00 |       |
| Eleitorado/Participação | Eleitorado/Participação       | 6 928 | 66,77 / 100,00  | 3,98  |

### Carregal do Sal
| Partido                 | Partido                       | Votos | %               | +/-   |
| ----------------------- | ----------------------------- | ----- | --------------- | ----- |
|                         | Partido Social Democrata      | 2 700 | 44,59 / 100,00  | 3,85  |
|                         | Partido Socialista            | 1 198 | 19,79 / 100,00  | 12,12 |
|                         | Centro Democrático e Social   | 808   | 13,34 / 100,00  | 1,97  |
|                         | Partido Renovador Democrático | 658   | 10,87 / 100,00  | Novo  |
|                         | Aliança Povo Unido            | 280   | 4,62 / 100,00   | 0,50  |
|                         | Partido da Democracia Cristã  | 65    | 1,07 / 100,00   | 0,42  |
|                         | Outros                        | 184   | 3,04 / 100,00   |       |
| Votos Inválidos         | Votos Inválidos               | 162   | 2,68 / 100,00   | 1,29  |
| Total                   | Total                         | 6 055 | 100,00 / 100,00 |       |
| Eleitorado/Participação | Eleitorado/Participação       | 8 972 | 67,49 / 100,00  | 6,09  |

### Castro Daire
| Partido                 | Partido                       | Votos  | %               | +/-  |
| ----------------------- | ----------------------------- | ------ | --------------- | ---- |
|                         | Partido Social Democrata      | 4 279  | 43,18 / 100,00  | 1,12 |
|                         | Partido Socialista            | 2 013  | 20,31 / 100,00  | 7,71 |
|                         | Centro Democrático e Social   | 1 871  | 18,88 / 100,00  | 0,97 |
|                         | Partido Renovador Democrático | 682    | 6,88 / 100,00   | Novo |
|                         | Aliança Povo Unido            | 364    | 3,67 / 100,00   | 0,43 |
|                         | Partido da Democracia Cristã  | 156    | 1,57 / 100,00   | 0,39 |
|                         | Outros                        | 232    | 2,33 / 100,00   |      |
| Votos Inválidos         | Votos Inválidos               | 312    | 3,15 / 100,00   | 1,01 |
| Total                   | Total                         | 9 909  | 100,00 / 100,00 |      |
| Eleitorado/Participação | Eleitorado/Participação       | 15 350 | 64,55 / 100,00  | 2,92 |

### Cinfães
| Partido                 | Partido                       | Votos  | %               | +/-   |
| ----------------------- | ----------------------------- | ------ | --------------- | ----- |
|                         | Partido Social Democrata      | 4 064  | 33,60 / 100,00  | 4,75  |
|                         | Partido Socialista            | 2 628  | 21,73 / 100,00  | 15,69 |
|                         | Centro Democrático e Social   | 1 894  | 15,66 / 100,00  | 4,40  |
|                         | Partido Renovador Democrático | 1 782  | 14,73 / 100,00  | Novo  |
|                         | Aliança Povo Unido            | 701    | 5,80 / 100,00   | 1,23  |
|                         | Partido da Democracia Cristã  | 167    | 1,38 / 100,00   | 0,52  |
|                         | Outros                        | 433    | 3,58 / 100,00   |       |
| Votos Inválidos         | Votos Inválidos               | 425    | 3,51 / 100,00   | 0,65  |
| Total                   | Total                         | 12 094 | 100,00 / 100,00 |       |
| Eleitorado/Participação | Eleitorado/Participação       | 18 942 | 63,85 / 100,00  | 4,93  |

### Lamego
| Partido                 | Partido                       | Votos  | %               | +/-   |
| ----------------------- | ----------------------------- | ------ | --------------- | ----- |
|                         | Partido Social Democrata      | 5 428  | 32,39 / 100,00  | 1,15  |
|                         | Partido Renovador Democrático | 3 025  | 18,05 / 100,00  | Novo  |
|                         | Partido Socialista            | 3 007  | 17,94 / 100,00  | 17,30 |
|                         | Centro Democrático e Social   | 2 637  | 15,74 / 100,00  | 0,36  |
|                         | Aliança Povo Unido            | 1 438  | 8,58 / 100,00   | 0,95  |
|                         | Partido da Democracia Cristã  | 306    | 1,83 / 100,00   | 0,42  |
|                         | Outros                        | 390    | 2,32 / 100,00   |       |
| Votos Inválidos         | Votos Inválidos               | 526    | 3,13 / 100,00   | 0,72  |
| Total                   | Total                         | 16 757 | 100,00 / 100,00 |       |
| Eleitorado/Participação | Eleitorado/Participação       | 24 222 | 69,18 / 100,00  | 4,92  |

### Mangualde
| Partido                 | Partido                       | Votos  | %               | +/-   |
| ----------------------- | ----------------------------- | ------ | --------------- | ----- |
|                         | Partido Social Democrata      | 4 085  | 34,24 / 100,00  | 3,84  |
|                         | Partido Socialista            | 3 106  | 26,04 / 100,00  | 12,24 |
|                         | Centro Democrático e Social   | 1 978  | 16,58 / 100,00  | 2,28  |
|                         | Partido Renovador Democrático | 1 296  | 10,86 / 100,00  | Novo  |
|                         | Aliança Povo Unido            | 701    | 5,88 / 100,00   | 0,10  |
|                         | Outros                        | 377    | 3,15 / 100,00   |       |
| Votos Inválidos         | Votos Inválidos               | 387    | 3,25 / 100,00   | 0,42  |
| Total                   | Total                         | 11 930 | 100,00 / 100,00 |       |
| Eleitorado/Participação | Eleitorado/Participação       | 17 089 | 69,81 / 100,00  | 3,20  |

### Moimenta da Beira
| Partido                 | Partido                       | Votos | %               | +/-  |
| ----------------------- | ----------------------------- | ----- | --------------- | ---- |
|                         | Partido Social Democrata      | 2 063 | 32,43 / 100,00  | 0,79 |
|                         | Centro Democrático e Social   | 1 787 | 28,09 / 100,00  | 2,11 |
|                         | Partido Socialista            | 1 237 | 19,45 / 100,00  | 8,00 |
|                         | Aliança Povo Unido            | 450   | 7,07 / 100,00   | 0,87 |
|                         | Partido Renovador Democrático | 374   | 5,88 / 100,00   | Novo |
|                         | Partido da Democracia Cristã  | 110   | 1,73 / 100,00   | 0,47 |
|                         | Outros                        | 144   | 2,26 / 100,00   |      |
| Votos Inválidos         | Votos Inválidos               | 196   | 3,08 / 100,00   | 0,52 |
| Total                   | Total                         | 6 361 | 100,00 / 100,00 |      |
| Eleitorado/Participação | Eleitorado/Participação       | 9 649 | 65,92 / 100,00  | 6,76 |

### Mortágua
| Partido                 | Partido                       | Votos | %               | +/-  |
| ----------------------- | ----------------------------- | ----- | --------------- | ---- |
|                         | Partido Social Democrata      | 2 350 | 43,43 / 100,00  | 0,05 |
|                         | Partido Socialista            | 1 586 | 29,31 / 100,00  | 4,65 |
|                         | Centro Democrático e Social   | 614   | 11,35 / 100,00  | 1,12 |
|                         | Partido Renovador Democrático | 295   | 5,45 / 100,00   | Novo |
|                         | Aliança Povo Unido            | 284   | 5,25 / 100,00   | 0,33 |
|                         | Outros                        | 155   | 2,85 / 100,00   |      |
| Votos Inválidos         | Votos Inválidos               | 127   | 2,34 / 100,00   | 1,29 |
| Total                   | Total                         | 5 411 | 100,00 / 100,00 |      |
| Eleitorado/Participação | Eleitorado/Participação       | 8 898 | 60,81 / 100,00  | 4,61 |

### Nelas
| Partido                 | Partido                       | Votos  | %               | +/-   |
| ----------------------- | ----------------------------- | ------ | --------------- | ----- |
|                         | Partido Social Democrata      | 2 745  | 34,18 / 100,00  | 2,84  |
|                         | Partido Socialista            | 1 927  | 24,00 / 100,00  | 19,33 |
|                         | Partido Renovador Democrático | 1 179  | 14,68 / 100,00  | Novo  |
|                         | Centro Democrático e Social   | 1 111  | 13,84 / 100,00  | 1,87  |
|                         | Aliança Povo Unido            | 507    | 6,31 / 100,00   | 0,12  |
|                         | União Democrática Popular     | 106    | 1,32 / 100,00   | 0,23  |
|                         | Outros                        | 212    | 2,64 / 100,00   |       |
| Votos Inválidos         | Votos Inválidos               | 243    | 3,03 / 100,00   | 0,04  |
| Total                   | Total                         | 8 030  | 100,00 / 100,00 |       |
| Eleitorado/Participação | Eleitorado/Participação       | 11 643 | 68,97 / 100,00  | 4,19  |

### Oliveira de Frades
| Partido                 | Partido                       | Votos | %               | +/-  |
| ----------------------- | ----------------------------- | ----- | --------------- | ---- |
|                         | Partido Social Democrata      | 2 798 | 45,28 / 100,00  | 5,90 |
|                         | Centro Democrático e Social   | 1 251 | 20,25 / 100,00  | 1,59 |
|                         | Partido Socialista            | 1 168 | 18,90 / 100,00  | 4,09 |
|                         | Partido Renovador Democrático | 415   | 6,72 / 100,00   | Novo |
|                         | Aliança Povo Unido            | 208   | 3,37 / 100,00   | 0,72 |
|                         | Partido da Democracia Cristã  | 87    | 1,41 / 100,00   | 0,53 |
|                         | Outros                        | 125   | 2,02 / 100,00   |      |
| Votos Inválidos         | Votos Inválidos               | 127   | 2,06 / 100,00   | 0,05 |
| Total                   | Total                         | 6 179 | 100,00 / 100,00 |      |
| Eleitorado/Participação | Eleitorado/Participação       | 8 182 | 75,52 / 100,00  | 2,95 |

### Penalva do Castelo
| Partido                 | Partido                       | Votos | %               | +/-  |
| ----------------------- | ----------------------------- | ----- | --------------- | ---- |
|                         | Partido Social Democrata      | 1 952 | 37,94 / 100,00  | 5,79 |
|                         | Partido Socialista            | 1 215 | 23,62 / 100,00  | 7,28 |
|                         | Centro Democrático e Social   | 1 117 | 21,71 / 100,00  | 4,71 |
|                         | Partido Renovador Democrático | 344   | 6,69 / 100,00   | Novo |
|                         | Aliança Povo Unido            | 175   | 3,40 / 100,00   | 0,33 |
|                         | Partido da Democracia Cristã  | 54    | 1,05 / 100,00   | 0,16 |
|                         | Outros                        | 121   | 2,35 / 100,00   |      |
| Votos Inválidos         | Votos Inválidos               | 167   | 3,24 / 100,00   | 0,92 |
| Total                   | Total                         | 5 145 | 100,00 / 100,00 |      |
| Eleitorado/Participação | Eleitorado/Participação       | 8 030 | 64,07 / 100,00  | 5,40 |

### Penedono
| Partido                 | Partido                       | Votos | %               | +/-  |
| ----------------------- | ----------------------------- | ----- | --------------- | ---- |
|                         | Partido Social Democrata      | 774   | 38,00 / 100,00  | 0,49 |
|                         | Partido Socialista            | 372   | 18,26 / 100,00  | 9,96 |
|                         | Centro Democrático e Social   | 309   | 15,17 / 100,00  | 2,58 |
|                         | Partido Renovador Democrático | 256   | 12,57 / 100,00  | Novo |
|                         | Aliança Povo Unido            | 119   | 5,84 / 100,00   | 0,19 |
|                         | Partido da Democracia Cristã  | 42    | 2,06 / 100,00   | 0,24 |
|                         | União Democrática Popular     | 22    | 1,08 / 100,00   | 0,44 |
|                         | Outros                        | 33    | 1,62 / 100,00   |      |
| Votos Inválidos         | Votos Inválidos               | 110   | 5,40 / 100,00   | 0,49 |
| Total                   | Total                         | 2 037 | 100,00 / 100,00 |      |
| Eleitorado/Participação | Eleitorado/Participação       | 3 222 | 63,22 / 100,00  | 2,08 |

### Resende
| Partido                 | Partido                       | Votos  | %               | +/-  |
| ----------------------- | ----------------------------- | ------ | --------------- | ---- |
|                         | Partido Social Democrata      | 3 470  | 49,26 / 100,00  | 1,91 |
|                         | Partido Socialista            | 1 408  | 19,99 / 100,00  | 9,78 |
|                         | Partido Renovador Democrático | 812    | 11,53 / 100,00  | Novo |
|                         | Centro Democrático e Social   | 516    | 7,33 / 100,00   | 0,09 |
|                         | Aliança Povo Unido            | 277    | 3,93 / 100,00   | 0,67 |
|                         | Outros                        | 295    | 4,19 / 100,00   |      |
| Votos Inválidos         | Votos Inválidos               | 266    | 3,78 / 100,00   | 1,23 |
| Total                   | Total                         | 7 044  | 100,00 / 100,00 |      |
| Eleitorado/Participação | Eleitorado/Participação       | 11 006 | 64,00 / 100,00  | 7,96 |

### Santa Comba Dão
| Partido                 | Partido                       | Votos  | %               | +/-   |
| ----------------------- | ----------------------------- | ------ | --------------- | ----- |
|                         | Partido Social Democrata      | 3 334  | 43,07 / 100,00  | 3,21  |
|                         | Partido Socialista            | 1 813  | 23,42 / 100,00  | 10,10 |
|                         | Centro Democrático e Social   | 1 049  | 13,55 / 100,00  | 0,47  |
|                         | Partido Renovador Democrático | 637    | 8,23 / 100,00   | Novo  |
|                         | Aliança Povo Unido            | 270    | 3,49 / 100,00   | 0,43  |
|                         | Partido da Democracia Cristã  | 115    | 1,49 / 100,00   | 0,66  |
|                         | Outros                        | 211    | 2,72 / 100,00   |       |
| Votos Inválidos         | Votos Inválidos               | 311    | 4,02 / 100,00   | 0,82  |
| Total                   | Total                         | 7 740  | 100,00 / 100,00 |       |
| Eleitorado/Participação | Eleitorado/Participação       | 10 631 | 72,81 / 100,00  | 3,67  |

### São João da Pesqueira
| Partido                 | Partido                       | Votos | %               | +/-   |
| ----------------------- | ----------------------------- | ----- | --------------- | ----- |
|                         | Partido Social Democrata      | 1 597 | 34,60 / 100,00  | 2,58  |
|                         | Partido Socialista            | 928   | 20,10 / 100,00  | 10,53 |
|                         | Centro Democrático e Social   | 725   | 15,71 / 100,00  | 5,96  |
|                         | Partido Renovador Democrático | 520   | 11,27 / 100,00  | Novo  |
|                         | Aliança Povo Unido            | 370   | 8,02 / 100,00   | 0,96  |
|                         | União Democrática Popular     | 82    | 1,78 / 100,00   | 0,93  |
|                         | Partido da Democracia Cristã  | 56    | 1,21 / 100,00   | 0,17  |
|                         | Outros                        | 133   | 2,88 / 100,00   |       |
| Votos Inválidos         | Votos Inválidos               | 205   | 4,44 / 100,00   | 0,15  |
| Total                   | Total                         | 4 616 | 100,00 / 100,00 |       |
| Eleitorado/Participação | Eleitorado/Participação       | 7 525 | 61,34 / 100,00  | 9,14  |

### São Pedro do Sul
| Partido                 | Partido                       | Votos  | %               | +/-   |
| ----------------------- | ----------------------------- | ------ | --------------- | ----- |
|                         | Partido Social Democrata      | 3 842  | 33,46 / 100,00  | 3,94  |
|                         | Partido Socialista            | 2 350  | 20,47 / 100,00  | 11,97 |
|                         | Centro Democrático e Social   | 1 958  | 17,05 / 100,00  | 1,78  |
|                         | Partido Renovador Democrático | 1 625  | 14,15 / 100,00  | Novo  |
|                         | Aliança Povo Unido            | 859    | 7,48 / 100,00   | 0,02  |
|                         | Partido da Democracia Cristã  | 127    | 1,11 / 100,00   | 0,12  |
|                         | Outros                        | 298    | 2,61 / 100,00   |       |
| Votos Inválidos         | Votos Inválidos               | 423    | 3,68 / 100,00   | 0,11  |
| Total                   | Total                         | 11 482 | 100,00 / 100,00 |       |
| Eleitorado/Participação | Eleitorado/Participação       | 16 758 | 68,52 / 100,00  | 4,49  |

### Sátão
| Partido                 | Partido                       | Votos  | %               | +/-  |
| ----------------------- | ----------------------------- | ------ | --------------- | ---- |
|                         | Centro Democrático e Social   | 2 598  | 37,14 / 100,00  | 0,41 |
|                         | Partido Social Democrata      | 2 474  | 35,37 / 100,00  | 1,33 |
|                         | Partido Socialista            | 1 044  | 14,92 / 100,00  | 6,72 |
|                         | Partido Renovador Democrático | 408    | 5,83 / 100,00   | Novo |
|                         | Aliança Povo Unido            | 99     | 1,42 / 100,00   | 0,16 |
|                         | Outros                        | 170    | 2,43 / 100,00   |      |
| Votos Inválidos         | Votos Inválidos               | 202    | 2,89 / 100,00   | 0,44 |
| Total                   | Total                         | 6 995  | 100,00 / 100,00 |      |
| Eleitorado/Participação | Eleitorado/Participação       | 10 339 | 67,66 / 100,00  | 5,00 |

### Sernancelhe
| Partido                 | Partido                       | Votos | %               | +/-  |
| ----------------------- | ----------------------------- | ----- | --------------- | ---- |
|                         | Centro Democrático e Social   | 1 466 | 36,64 / 100,00  | 5,56 |
|                         | Partido Social Democrata      | 1 324 | 33,09 / 100,00  | 7,79 |
|                         | Partido Socialista            | 596   | 14,90 / 100,00  | 7,35 |
|                         | Partido Renovador Democrático | 239   | 5,97 / 100,00   | Novo |
|                         | Aliança Povo Unido            | 95    | 2,37 / 100,00   | 0,61 |
|                         | Partido da Democracia Cristã  | 68    | 1,70 / 100,00   | 0,29 |
|                         | Outros                        | 82    | 2,04 / 100,00   |      |
| Votos Inválidos         | Votos Inválidos               | 131   | 3,27 / 100,00   | 0,83 |
| Total                   | Total                         | 4 001 | 100,00 / 100,00 |      |
| Eleitorado/Participação | Eleitorado/Participação       | 5 942 | 67,33 / 100,00  | 3,89 |

### Tabuaço
| Partido                 | Partido                       | Votos | %               | +/-  |
| ----------------------- | ----------------------------- | ----- | --------------- | ---- |
|                         | Centro Democrático e Social   | 1 787 | 38,67 / 100,00  | 0,56 |
|                         | Partido Social Democrata      | 1 195 | 25,86 / 100,00  | 1,30 |
|                         | Partido Socialista            | 664   | 14,37 / 100,00  | 9,64 |
|                         | Partido Renovador Democrático | 541   | 11,71 / 100,00  | Novo |
|                         | Aliança Povo Unido            | 138   | 2,99 / 100,00   | 0,59 |
|                         | Partido da Democracia Cristã  | 56    | 1,21 / 100,00   | 0,03 |
|                         | Outros                        | 112   | 2,43 / 100,00   |      |
| Votos Inválidos         | Votos Inválidos               | 128   | 2,77 / 100,00   | 0,91 |
| Total                   | Total                         | 4 621 | 100,00 / 100,00 |      |
| Eleitorado/Participação | Eleitorado/Participação       | 6 412 | 72,07 / 100,00  | 4,97 |

### Tarouca
| Partido                 | Partido                       | Votos | %               | +/-  |
| ----------------------- | ----------------------------- | ----- | --------------- | ---- |
|                         | Partido Social Democrata      | 1 610 | 40,79 / 100,00  | 0,67 |
|                         | Centro Democrático e Social   | 872   | 22,09 / 100,00  | 0,12 |
|                         | Partido Renovador Democrático | 407   | 10,31 / 100,00  | Novo |
|                         | Partido Socialista            | 391   | 9,91 / 100,00   | 9,28 |
|                         | Aliança Povo Unido            | 382   | 9,68 / 100,00   | 0,72 |
|                         | Partido da Democracia Cristã  | 58    | 1,47 / 100,00   | 0,05 |
|                         | Outros                        | 91    | 2,31 / 100,00   |      |
| Votos Inválidos         | Votos Inválidos               | 136   | 3,45 / 100,00   | 0,74 |
| Total                   | Total                         | 3 947 | 100,00 / 100,00 |      |
| Eleitorado/Participação | Eleitorado/Participação       | 6 444 | 61,25 / 100,00  | 8,33 |

### Tondela
| Partido                 | Partido                       | Votos  | %               | +/-  |
| ----------------------- | ----------------------------- | ------ | --------------- | ---- |
|                         | Partido Social Democrata      | 8 304  | 40,87 / 100,00  | 4,65 |
|                         | Centro Democrático e Social   | 4 710  | 23,18 / 100,00  | 2,64 |
|                         | Partido Socialista            | 4 003  | 19,70 / 100,00  | 8,56 |
|                         | Partido Renovador Democrático | 1 440  | 7,09 / 100,00   | Novo |
|                         | Aliança Povo Unido            | 685    | 3,37 / 100,00   | 0,39 |
|                         | Partido da Democracia Cristã  | 207    | 1,02 / 100,00   | 0,30 |
|                         | Outros                        | 352    | 1,74 / 100,00   |      |
| Votos Inválidos         | Votos Inválidos               | 615    | 3,02 / 100,00   | 0,33 |
| Total                   | Total                         | 20 316 | 100,00 / 100,00 |      |
| Eleitorado/Participação | Eleitorado/Participação       | 28 037 | 72,46 / 100,00  | 4,19 |

### Vila Nova de Paiva
| Partido                 | Partido                       | Votos | %               | +/-  |
| ----------------------- | ----------------------------- | ----- | --------------- | ---- |
|                         | Partido Social Democrata      | 1 365 | 40,12 / 100,00  | 0,58 |
|                         | Centro Democrático e Social   | 1 009 | 29,66 / 100,00  | 2,27 |
|                         | Partido Socialista            | 477   | 14,02 / 100,00  | 7,00 |
|                         | Partido Renovador Democrático | 210   | 6,17 / 100,00   | Novo |
|                         | Aliança Povo Unido            | 61    | 1,79 / 100,00   | 0,07 |
|                         | Partido da Democracia Cristã  | 49    | 1,44 / 100,00   | 0,25 |
|                         | Outros                        | 76    | 2,23 / 100,00   |      |
| Votos Inválidos         | Votos Inválidos               | 155   | 4,56 / 100,00   | 0,60 |
| Total                   | Total                         | 3 402 | 100,00 / 100,00 |      |
| Eleitorado/Participação | Eleitorado/Participação       | 5 001 | 68,03 / 100,00  | 4,93 |

### Viseu
| Partido                 | Partido                       | Votos  | %               | +/-   |
| ----------------------- | ----------------------------- | ------ | --------------- | ----- |
|                         | Partido Social Democrata      | 17 085 | 36,70 / 100,00  | 0,29  |
|                         | Centro Democrático e Social   | 9 911  | 21,29 / 100,00  | 0,42  |
|                         | Partido Socialista            | 9 204  | 19,77 / 100,00  | 11,83 |
|                         | Partido Renovador Democrático | 5 705  | 12,25 / 100,00  | Novo  |
|                         | Aliança Povo Unido            | 2 111  | 4,53 / 100,00   | 0,37  |
|                         | Outros                        | 1 260  | 2,71 / 100,00   |       |
| Votos Inválidos         | Votos Inválidos               | 1 282  | 2,76 / 100,00   | 0,32  |
| Total                   | Total                         | 46 558 | 100,00 / 100,00 |       |
| Eleitorado/Participação | Eleitorado/Participação       | 63 417 | 73,42 / 100,00  | 3,88  |

### Vouzela
| Partido                 | Partido                       | Votos  | %               | +/-  |
| ----------------------- | ----------------------------- | ------ | --------------- | ---- |
|                         | Partido Social Democrata      | 3 124  | 41,95 / 100,00  | 0,84 |
|                         | Partido Socialista            | 1 541  | 20,69 / 100,00  | 6,29 |
|                         | Centro Democrático e Social   | 1 417  | 19,03 / 100,00  | 0,86 |
|                         | Partido Renovador Democrático | 671    | 9,01 / 100,00   | Novo |
|                         | Aliança Povo Unido            | 270    | 3,63 / 100,00   | 0,08 |
|                         | Partido da Democracia Cristã  | 84     | 1,13 / 100,00   | 0,26 |
|                         | Outros                        | 131    | 1,76 / 100,00   |      |
| Votos Inválidos         | Votos Inválidos               | 209    | 2,80 / 100,00   | 0,42 |
| Total                   | Total                         | 7 447  | 100,00 / 100,00 |      |
| Eleitorado/Participação | Eleitorado/Participação       | 10 333 | 72,07 / 100,00  | 5,11 |